# 薩瑟蘭公爵
薩瑟蘭公爵（英語：Duke of Sutherland）是一個聯合王國貴族爵位，1833年斯塔福德侯爵喬治·琉森-高爾受威廉四世冊封為第一代公爵。

## 頭銜持有人
- 第一代薩瑟蘭公爵喬治·琉森-高爾
- 第二代薩瑟蘭公爵喬治·薩瑟蘭-琉森-高爾（英语：George Sutherland-Leveson-Gower, 2nd Duke of Sutherland）
- 第三代薩瑟蘭公爵喬治·薩瑟蘭-琉森-高爾（英语：George Sutherland-Leveson-Gower, 3rd Duke of Sutherland）
- 第四代薩瑟蘭公爵克羅馬蒂·薩瑟蘭-琉森-高爾（英语：Cromartie Sutherland-Leveson-Gower, 4th Duke of Sutherland）
- 第五代薩瑟蘭公爵喬治·薩瑟蘭-琉森-高爾（英语：George Sutherland-Leveson-Gower, 5th Duke of Sutherland）
- 第六代薩瑟蘭公爵約翰·埃格頓（英语：John Egerton, 6th Duke of Sutherland）
- 第七代薩瑟蘭公爵法蘭西斯·埃格頓